# 桃園市路亞國際高級中等學校
桃園市路亞國際高級中等學校（英語：Luya International High School），又稱路亞國際高中，簡稱路亞高中，是一所位於臺灣桃園市龍潭區的私立完全中學，由桃園市私立懷恩高級中等學校（懷恩高中）更名。

## 校史
- 1912年：於福建省泉州市創立福建泉州華僑女子公學校。
- 1938年：中國抗日戰爭爆發，於該年停止辦學。
- 1964年：7月在臺復校，校址選在桃園縣龍潭鄉（今桃園市龍潭區），定名為私立泉僑初級中學，同年九月招收初中部一年級三班。
- 1967年：高中部普通科奉准設立，更名為台灣省桃園縣私立泉僑高級中學。
- 1968年：適中華民國政府推動九年國民教育，初中部停止招生。
- 1990年：資料處理科及高中部美術實驗班奉准設立。
- 1992年：國際貿易科奉准設立。
- 1997年：國中部奉准設立。
- 1998年：國際貿易科停止招生，應用外語科英文組奉准設立。
- 1999年：廣告設計科、資訊科、綜合職能科奉准設立。
- 2002年：學制改制為綜合高中，高中部普通科及資料處理科、廣告設計科、資訊科、應用外語科英文組更名為學術學程(含自然組及社會組)、資訊應用學程、廣告設計學程、資訊技術學程、應用外語學程。
- 2004年：高中部美術實驗班停止招生，高中部體育班奉准設立。
- 2005年：國中部停止招生。
- 2008年：學制恢復為普通高中暨附設職業類科，學術學程、資訊應用學程、廣告設計學程復名為高中部普通科及資料處理科、廣告設計科，綜合職能科及應用外語學程、資訊技術學程停止招生。
- 2010年：美容科奉准設立，辦理國中技藝班。
- 2011年：多媒體設計科奉准設立，辦理高中部國際留學班。
- 2012年：更名為泉僑學校財團法人桃園縣泉僑高級中學，同年流通管理科奉准設立。
- 2013年：美容科更名為時尚造型科。
- 2015年：由漢英教育集團接手經營，更改校名為泉僑學校財團法人桃園市漢英高級中等學校，資料處理科停止招生。
- 2016年：國中部恢復招生，高中部普通科增設國立大學保證班，高職部各科增設科技大學直升班。
- 2017年：流通管理科及時尚造型科停止招生，高中部國際留學班更名為高中部雙語資優班。
- 2018年：廣告設計科及高中部體育班停止招生，成立雙語國中部。
- 2021年：改由奇異鳥集團接手經營，學制轉型為純完全中學，並更改校名為懷恩學校財團法人桃園市懷恩高級中等學校，多媒體設計科停止招生[1]。
- 2024年：更改校名為懷恩學校財團法人桃園市路亞國際高級中等學校。

## 校長
| 任期 | 姓名       | 任職日期   | 離職日期  | 異動原因                                                               |
| ---- | ---------- | ---------- | --------- | ---------------------------------------------------------------------- |
| 1    | 黃天賜先生 | 1964年7月  | 1995年5月 | 病逝                                                                   |
| 2    | 吳莊暉先生 | 1996年7月  | 1998年7月 | 原教務主任升任，任期屆滿                                               |
| 3    | 李咸林先生 | 1998年8月  | 1999年7月 | 原印尼泗水臺北學校校長轉任，後轉任臺北市私立東方高級工商職業學校       |
| 4    | 莊明輝先生 | 2000年2月  | 2002年1月 | 原桃園縣私立啟英高級中學校長轉任，回任原校                             |
| 5    | 吳春滿先生 | 2002年11月 | 2003年7月 | 原國立楊梅高級中學退休輔導主任轉任，任期屆滿                           |
| 6    | 陳文平先生 | 2003年8月  | 2005年7月 | 原臺北市私立十信高級中學校長轉任，任期屆滿                             |
| 7    | 李義三先生 | 2005年8月  | 2006年7月 | 原桃園縣私立方曙高級商工職業學校校長轉任，後轉任桃園縣私立至善高級中學 |
| 8    | 陳家真先生 | 2006年8月  | 2007年7月 |                                                                        |
| 9    | 宋子才先生 | 2007年8月  | 2008年6月 | 原桃園縣私立六和高級中學校長轉任，任期屆滿                             |
| 10   | 汪精輝先生 | 2008年8月  | 2015年7月 | 退休                                                                   |
| 11   | 洪騰祥先生 | 2015年8月  | 2016年7月 | 原新北市私立及人高級中學校長轉任，任期屆滿                             |
| 12   | 楊佩梅女士 | 2016年8月  | 2017年7月 | 原印尼泗水臺灣國際學校校長轉任，任期屆滿                               |
| 13   | 趙燕如女士 | 2017年8月  | 2018年7月 | 原桃園市私立至善高級中學輔導主任轉任，任期屆滿                         |
| 14   | 謝靜女女士 | 2018年8月  | 2019年1月 | 原臺南市私立六信高級中學校長轉任，任期屆滿                             |
| 15   | 高儀樺先生 | 2019年1月  | 2020年6月 | 原桃園市方曙商工高級中等學校校長轉任，任期屆滿                         |
| 16   | 汪精輝先生 | 2020年7月  | 2021年7月 | 退休校長代理                                                           |
| 17   | 林翠華女士 | 2021年8月  | 2022年7月 | 原臺中市立大道國民中學退休校長轉任，任期屆滿                           |
| 18   | 羅俊彥先生 | 2022年8月  | 2024年7月 | 原上海PICH餐旅服務學院副院長轉任，任期屆滿                             |
| 19   | 邱信雄先生 | 2024年8月  | 現任      |                                                                        |

### 歷任董事長
| 任期 | 姓名       | 任職日期  | 離職日期   |
| ---- | ---------- | --------- | ---------- |
| 1    | 王德芳女士 | 1964年7月 | 1967年6月  |
| 2    | 朱水樹先生 | 1967年7月 | 1996年6月  |
| 3    | 周天固先生 | 1996年6月 | 1999年12月 |
| 4    | 黃茅生先生 | 2000年1月 | 2006年3月  |
| 5    | 韓銅準先生 | 2006年3月 | 2021年9月  |
| 6    | 高鴻翔先生 | 2021年9月 | 現任       |

## 科系簡介
- 國中部
  - 雙語菁英班
  - 數理資優班
- 高中部
  - 雙語實驗班

## 外部連結
- （繁體中文）路亞國際高中 （页面存档备份，存于）